# جاك دوبونت (مخرج)
جاك دوبونت (بالفرنسية: Jacques Dupont)‏ هو كاتب سيناريو ومخرج فرنسي، ولد في 21 أبريل 1921 في Ruelle-sur-Touvre ‏ في فرنسا، وتوفي في 10 مارس 2013 في كروزون في فرنسا.

## وصلات خارجية
- جاك دوبونت على موقع IMDb (الإنجليزية)
- جاك دوبونت على موقع ألو سيني (الفرنسية)
- جاك دوبونت على موقع أول موفي (الإنجليزية)
- جاك دوبونت على موقع قاعدة بيانات برودواي على الإنترنت (الإنجليزية)
- جاك دوبونت على موقع قاعدة بيانات الأفلام السويدية (السويدية)
- جاك دوبونت على موقع قاعدة بيانات الفيلم (الإنجليزية)
- جاك دوبونت على موقع كينوبويسك (الروسية)